# Vin de Madeira
Madeira este un vin fortificat, fabricat pe insulele Madeira, în largul coastelor Africii. 
Insulele Madeira au o istorie îndelungată de vinificație, datând de la epoca de explorare (aproximativ de la sfârșitul secolului al XV-lea), când Madeira era un port standard de apel pentru navele care se îndreptau spre Lumea Nouă sau Indiile de Est. Pentru a preveni deteriorarea vinului, au fost adăugate băuturi alcoolice neutre de struguri. Pe călătoriile pe mare, vinurile care au fost expuse căldurii și mișcării excesive și-au transformat radical aroma. Acest lucru a fost descoperit de producătorii de vin din Madeira atunci când o expediere de vin nevândută a revenit Insulelor după o călătorie dus-întors. 
Astăzi, Madeira este cunoscut pentru procesul său unic de vinificație, care implică încălzirea vinului. Vinul este plasat în cuve din oțel inoxidabil, care sunt încălzite printr-o metodă serpentină. Apa caldă, la o temperatură între 45 și 50 grade Celsius (sau aproximativ 115° F), trece prin acest sistem serpentin pentru o perioadă de cel puțin trei luni. Odată ce acest proces de încălzire numit estufagem este finalizat, vinul este supus unei perioade de repaus, de cel puțin 90 de zile, pentru a obține condițiile care vor permite enologului, unui expert în vin și vinificație, să plaseze vinul într-o sticlă cu garanția calității aferente. Aceste vinuri nu pot fi niciodată îmbuteliate și comercializate înainte de data de 31 octombrie a celui de-al doilea an. Datorită acestui proces unic, Madeira este un vin foarte robust, care după deschidere se poate savura pentru o perioadă îndelungată.

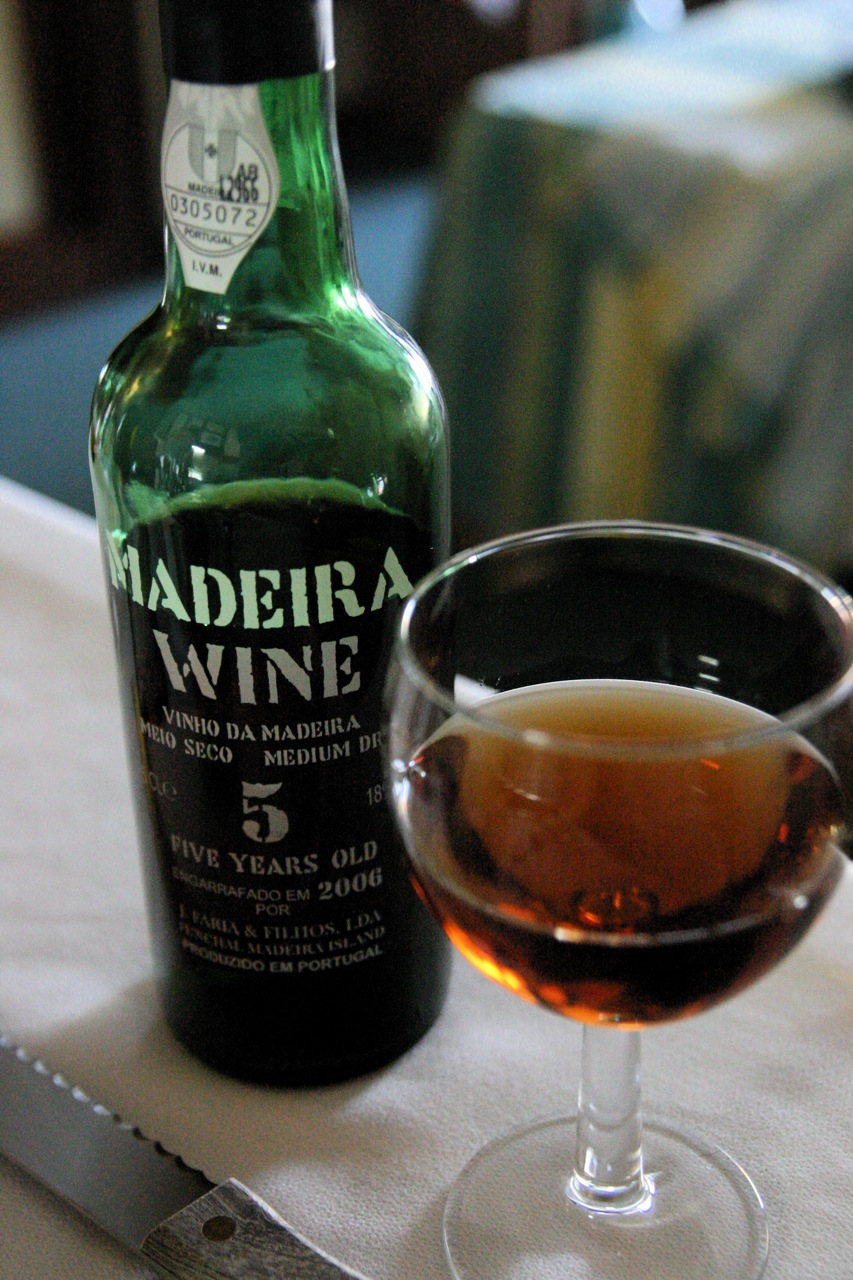
Sticlă de vin de Madeira

### Tipuri de struguri
Aproximativ 85% din vinul de Madeira este produs din struguri roșii denumite Neagra Mole Tinta Negra Mole, în combinație cu cele patru mari soiuri de struguri albi (de la cele mai dulci, la cele mai uscate): Malvasia[], Bual[], Verdelho[] și Sercial[]. 

## Varietățile de vinuri de Madeira

##### Soiurile nobile
Cele patru soiuri majore din Madeira sunt sinonime cu numele a celor patru struguri albi cunoscuți pentru producerea vinului. De la cel mai uscat până la cel mai dulce, tipurile Madeira sunt: Sercial, care este aproape fermentat complet uscat, cu foarte puțin zahăr (0,5 la 1,5 ° pe scara Baumé, sau 9-27 g / l). Acest stil de vin este caracterizat prin culori tonate cu arome de migdale având o aciditate ridicată. În cazul soiului Verdelho fermentația s-a oprit puțin mai devreme decât la Sercial, mai exact atunci când zaharurile sale sunt cuprinse între 1,5 și 2,5 ° Baumé (27-45 g / l). Acest tip de vin este caracterizat prin  note de fum având o  aciditate ridicată.
Tipul Bual (denumit și Boal) are fermentația oprită atunci când zaharurile sale sunt cuprinse între 2,5 și 3,5 ° Baumé (45-63 g / l). Acest tip  de vin este caracterizat prin culoarea închisă, textura bogat și aroma de stafide. Soiul Malvasia (cunoscută și sub numele de Malvazia sau Malmsey) are fermentația oprită atunci când zaharurile sale sunt cuprinse între 3,5 și 6,5 ° Baumé (63-117 g / l). Acest tip de vin este caracterizat print-o culoare întunecată, textură bogată și aromă de cafea și caramel. 

##### Alte soiuri de vinuri de Madeira
- Rezerva (cinci ani) - Aceasta este cantitatea minimă de îmbătrânire pe care un vin cu eticheta unuia dintre soiurile nobile trebuie să o aibă.
- Rezerva specială (10 ani) - Vinurile sunt îmbătrânite în mod natural, fără surse de căldură artificială.
- Rezerva extra (peste 15 ani) - Acest stil este destul rar, mulți producători prelungesc îmbătrânirea până la 20 de ani pentru a rezulta un tip mai bogat de vin.
- Colheita sau Harvest - Acest tip include vinuri dintr-o singură perioadă de timp. Colheita trebuie să aibă cel puțin cinci ani înainte de a fi îmbuteliată.
- Vintage sau Frasqueira - Acest soi trebuie să aibă o vârstă de cel puțin 19 ani în butoi și un an în sticlă, prin urmare, nu poate fi vândută până la vârsta de cel puțin 20 de ani.

## Caracteristici
De regulă, o sticlă de vin Madeira se ține într-un butoi tradițional de răchită.
Expunerea la temperaturi extreme și oxigen conferă stabilitate vinului; o sticlă poate să ramână deschisă pe o perioadă nedeterminată, fiind unul dintre cele mai durabile vinuri. Nu este ceva neobișnuit să existe vin de Madeira de 150 de ani pentru vânzare în magazine specializate în vinuri rare. Cea mai veche sticlă care a intrat pe piață este un Terrantez care datează din anul 1715. 

## Legături externe
- Curiozități despre vinurile de Madeira